# KK Jagodina
O Košarkaški klub Jagodina é um clube profissional de basquetebol sediado na cidade de Jagodina, Sérvia que atualmente disputa a Liga Sérvia. Foi fundado em 1965 e manda seus jogos no JASSA Sports Center que possui capacidade de 2.600 espectadores.